# 박용환 (아나운서)
박용환(1976년 11월 8일 ~ )은 가톨릭평화방송의 아나운서이다.

## 학력
- 1995 ~ 2001 인하대학교 무역학 학사
- 2005 ~ 2007 서울사이버대학교 사회복지학 학사

## 경력
- 가톨릭평화방송 아나운서

## 방송
- 명동연가 (2012년 4월 23일 ~ 2012년 10월 20일)
- 날마다 행복충전
- 음악이 있는 저녁 풍경
- 아름다운 사랑 아름다운 나눔 (2002년 10월 21일 ~ 2004년 4월 17일)
- 가톨릭 세계
- PBC 스포츠-프로야구 중계
- 박동호 신부의 생생교리 제작
- 함께하는 FM 오후 3시